# 赤穂町 (兵庫県)
赤穂町（あこうちょう）は、兵庫県赤穂郡にあった町。現在の赤穂市の中心部および取揚島の北半にあたる。

## 地理
- 海洋：播磨灘
- 島嶼：取揚島
- 岬：御崎
- 山岳：雄鷹台山
- 河川：千種川、大津川

## 歴史
- 1889年（明治22年）4月1日 - 町村制の施行により、加里屋町・上仮屋町・中村の区域をもって赤穂町が発足。
- 1937年（昭和12年）4月1日 - 塩屋村・尾崎村・新浜村を編入。
- 1951年（昭和26年）9月1日 - 坂越町・高雄村と合併して赤穂市が発足。同日赤穂町廃止。

## 交通

### 鉄道路線
- 赤穂鉄道（本町廃止3ヶ月後の12月12日廃線）
  - 赤穂鉄道線
    - 播州赤穂駅

現在は旧町域に赤穂線の播州赤穂駅（赤穂鉄道廃止と同日に開業）・天和駅が所在するが、当時は未開業。

### 道路
現在は旧村域に山陽自動車道の赤穂インターチェンジが所在するが、当時は未開通。

## 名所・旧跡・観光スポット・祭事・催事
- 赤穂城